# خودکشی توافقی
خودکشیِ توافقی یا خودکشیِ قراردادی به گونه‌ای از خودکشی گفته می‌شود که در آن دو یا بیش از دو تن با نقشهٔ از پیش تعیین شده توافق می‌کنند که خود را با هم یا جداگانه از بین ببرند. خودکشیِ توافقی در دانشِ خودکشی‌شناسی از اهمیتِ ویژه‌ای برخوردار است و در تاریخ و ادبیات نمونه‌های فراوانی از آن را می‌توان دید.

## تفاوت با خودکشیِ گروهی
باید توجه داشت که خودکشی توافقی با خودکشی گروهی متفاوت است. نخست اینکه در خودکشی گروهی تعداد افرادِ شرکت کننده بسیار بیشتر از خودکشی توافقی است و از این نظر بیشتر شبیه به خودکشی خانوادگی و خودکشی اینترنتی یا خودکشی یک زوجِ عاشق است که امکانِ وصال ندارند. دو دیگر اینکه در خودکشی گروهی افرادِ عضوِ یک فرقهٔ خاص مذهبی، سیاسی و حتی نظامی برای یا به سبب داشتن عقیده‌ای خاص اقدام به خودکشی می‌کنند. درحالی که در خودکشی توافقی، افراد هیچ گونه عقیدهٔ خاصی ندارند و صرفاً خود را از بین می‌برند.